# 玻璃城子镇
玻璃城子镇，是中华人民共和国吉林省长春市公主岭市下辖的一个乡镇级行政单位。

## 行政区划
玻璃城子镇下辖以下地区：
玻璃城子社区、东升村、后高家村、苑金村、团山子村、广宁村、玻璃城子村、江东里村、柳条村、前高家村、重兴村、双山村、海丰刘村、孟家窝堡村、东山村和董家村。